# Michael Astour
Michael Czernichow Astour (Kharkov, 17 dicembre 1916 – St. Louis, 7 ottobre 2004) è stato un orientalista ucraino, professore di yiddish e Letteratura russa alla Brandeis University, nonché professore di storia (Culture Classiche e Medioriente Antico) alla Southern Illinois University di Edwardsville.

## Biografia
Figlio unico dell'avvocato Joseph Czernichow e della storica Rachel Hoffmann, si trasferì nel 1924 con i genitori a Vilna, dove fu educato, diventando, come il padre, attivista per l'autonomia nazionale ebraica. In questo periodo assunse il soprannome di "Astur" (Astore), poi gallicizzato in "Astour".
Durante il suo soggiorno parigino (1934-1937), venne a conoscenza delle grandi scoperte di Ugarit, Nuzi e Mari: qui studiò con Charles Virolleaud, Edouard Dhorme, Roman Ghirschman, Raymond Weil, Pierre Roussel e Jérôme Carcopino. Poi viaggiò per diverso tempo in Medioriente, soprattutto in Palestina.
La guerra frammentò la sua famiglia. Nel 1939, all'entrata dei russi a Vilna, Astour ed suo padre vennero arrestati per attività anti-comunista e deportati in Russia. Nel giugno 1941 i nazisti uccisero sua madre; il mese successivo, i comunisti uccisero il padre. Astour, pur continuando gli studi, fu condannato ai lavori forzati fino al 1950. 
Rilasciato, si trasferì a Karaganda, dove incontrò Miriam, che sposò poco dopo. Rimpatriato in Polonia nel 1956, Michael lavorò presso l'Istituto Storico Ebraico. Nel 1958 scrisse un libro in lingua yiddish sulla storia antica dei giudei. Sempre nel 1958, questa volta a Parigi, tradusse alcuni testi yiddish in francese. 
Nel 1959 emigrò negli Stati Uniti, dove accettò un posto alla Brandeis University di Waltham, un'università ebraica, dove completò il volume finale di Israel Zinberg sulla storia della letteratura ebraica. Nel 1961 completò, per un dottorato in studi mediterranei, il suo lavoro più impegnativo, la Hellenosemitica. Quattro anni dopo, si trasferì presso la Southern Illinois University di Edwardsville, ove rimase fino alla morte.

## Hellenosemitica
Il libro, pubblicato nel 1967 dall'editore Brill, partendo da alcune somiglianze tra i miti greci e quelli ugaritici e biblici, sosteneva la tesi di una derivazione semitica della cultura greca; ebbe "vendite eccezionali", ma anche recensioni negative che spinsero Astour ad abbandonare l'argomento. La polemiche sulla tesi di Astour furono interpretate come reazione a un presunto attacco alle gerarchie accademiche , ma anche come un retaggio del clima antisemita vigente nella cultura classicista nel periodo della seconda guerra mondiale . In seguito, le tesi storiografiche che tendevano a "orientalizzare la Grecia" vennero fatte risalire a una "Scuola Gordon-Astour"  (Cyrus Gordon era il direttore del Dipartimento di studi semitici alla Brandeis che accolse e incoraggiò Astour).

## Opere principali
- (EN) Hellenosemitica: An ethnic and cultural study in west semitic impact on mycenaean Greece, Leiden, Brill Editore, 1965.
- (EN) The Rabbeans. A tribal society on the Euphrates from Yahdun-Lim to Julius Caesar, Malibu, Undena, 1978, ISBN 0890030502.
- (EN) The arena of Tiglath-pileser 3.'s campaign against Sarduri 2. (243 B.C.), Malibu, Undena, 1979, ISBN 0890030049.
- (EN) Hittite history and absolute chronology of the Bronze age, Partille, Paul Astroms, 1989, ISBN 9186098861.